# Francuski ljulj
Francuski ljulj (visoka ovsenica, visoka pahovka, lat. Arrhenatherum elatius), trajnica iz porodice travovki klasificirana subtribusu Aveninae i rodu ovsenica ili pahovka. Raširena je po Europi i središnjoj i zapadnoj Aziji i sjevernoj Africi (Alžir); raste i u Hrvatskoj.
Hemikriptofit dubokog i razvijenog korijena uspravnih, glatkih, sjajnih i člankovitih vlati, koji naraste do 120 cm. visine. Plod je pšeno.
Sije se kao krmna biljka. Udomaćio se i u Sjevernoj Americi i Australiji.
- A. elatius
- A. elatius
- A. elatius
- A. elatius